# Jan Siek
Jan Siek (ur. w 1936 w Nisku, zm. 31 marca 2018) – polski rzeźbiarz, wykładowca Akademii Sztuk Pięknych im. Jana Matejki w Krakowie.

## Życiorys
Ukończył Liceum Plastyczne w Jarosławiu oraz krakowską Akademię Sztuk Pięknych, gdzie otrzymał dyplom z wyróżnieniem w pracowni prof. Wandy Ślędzińskiej w roku 1962. Z tą uczelnią związany był od 1963 jako pracownik dydaktyczny najpierw na Wydziale Rzeźby, a następnie na Wydziale Konserwacji i Restauracji Dzieł Sztuki.
Tworzył rzeźbę zarówno monumentalną, jak i kameralną w kamieniu, brązie, drewnie oraz metalu. Od 1964 wystawiał swoje prace w kraju oraz za granicą (m.in. w RFN i na Węgrzech). Brał udział w licznych konkursach rzeźbiarskich i rzeźbiarsko-architektonicznych, m.in. na projekty pomników. Jego prace o tematyce sakralnej znajdują się w ok. 40 świątyniach w kraju oraz w wileńskim kościele św. Jakuba i Filipa.

Wśród licznych nagród oraz wyróżnień jakie otrzymał wymienić należy m.in. nagrody w konkursie Rzeźba Roku w latach 1965–1967 i 1969, I nagrodę w Ogólnopolskim Konkursie na Pomnik Lenina w Nowej Hucie (1970) oraz I nagrodę w Ogólnopolskim Konkursie na Pomnik Odrodzenia w Elblągu (1973). W 1967 roku otrzymał również nagrodę Ministra Kultury i Sztuki „Za zestaw prac” wystawionych podczas Ogólnopolskiej Wystawy Rzeźb w warszawskiej Zachęcie.
Wraz z żoną Teresą oraz rodziną mieszkał w Siedlcu. Został pochowany na cmentarzu parafialnym w Rudawie.

## Ważniejsze prace
- Pomnik Odrodzenia – Elbląg (1973–1975)
- postacie Hutników przed gmachem Akademii Górniczo-Hutniczej w Krakowie (1977)
- Pomnik Ofiar Pomordowanych w Obozach Hitlerowskich – Kraków Cmentarz Rakowicki (1980)
- Pomnik Zapałowicza i Szafera – Zawoja (1982)
- Pomnik Orląt Lwowskich – Wrocław (1991)
- figura św. Barbary na szczycie budynku AGH w Krakowie (1999)
- popiersie kardynała Adam Sapiehy – aleja Wielkich Polaków w krakowskim Parku im. Henryka Jordana (2001)

## Galeria

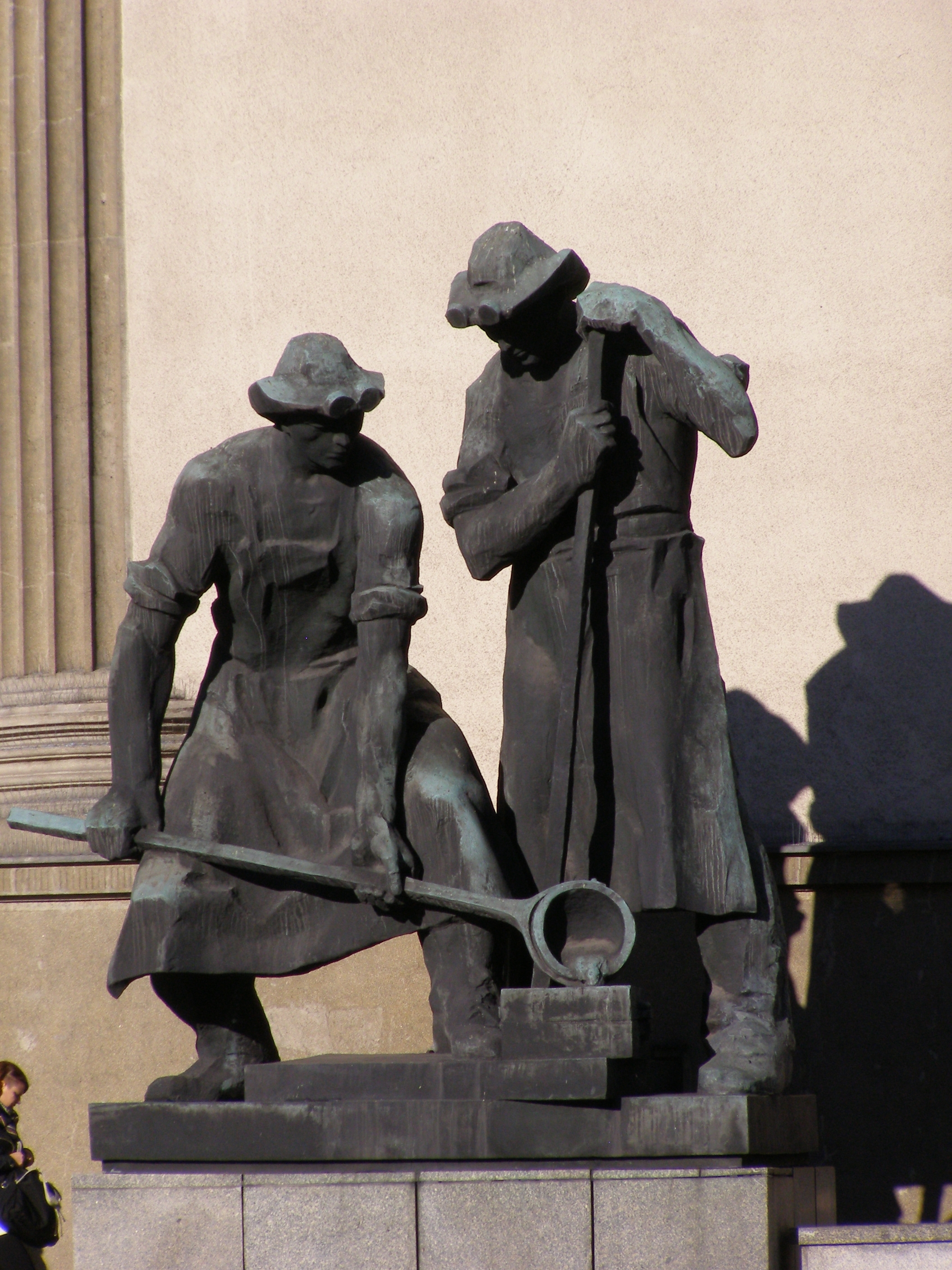
Figura Hutników przed gmachem AGH w Krakowie
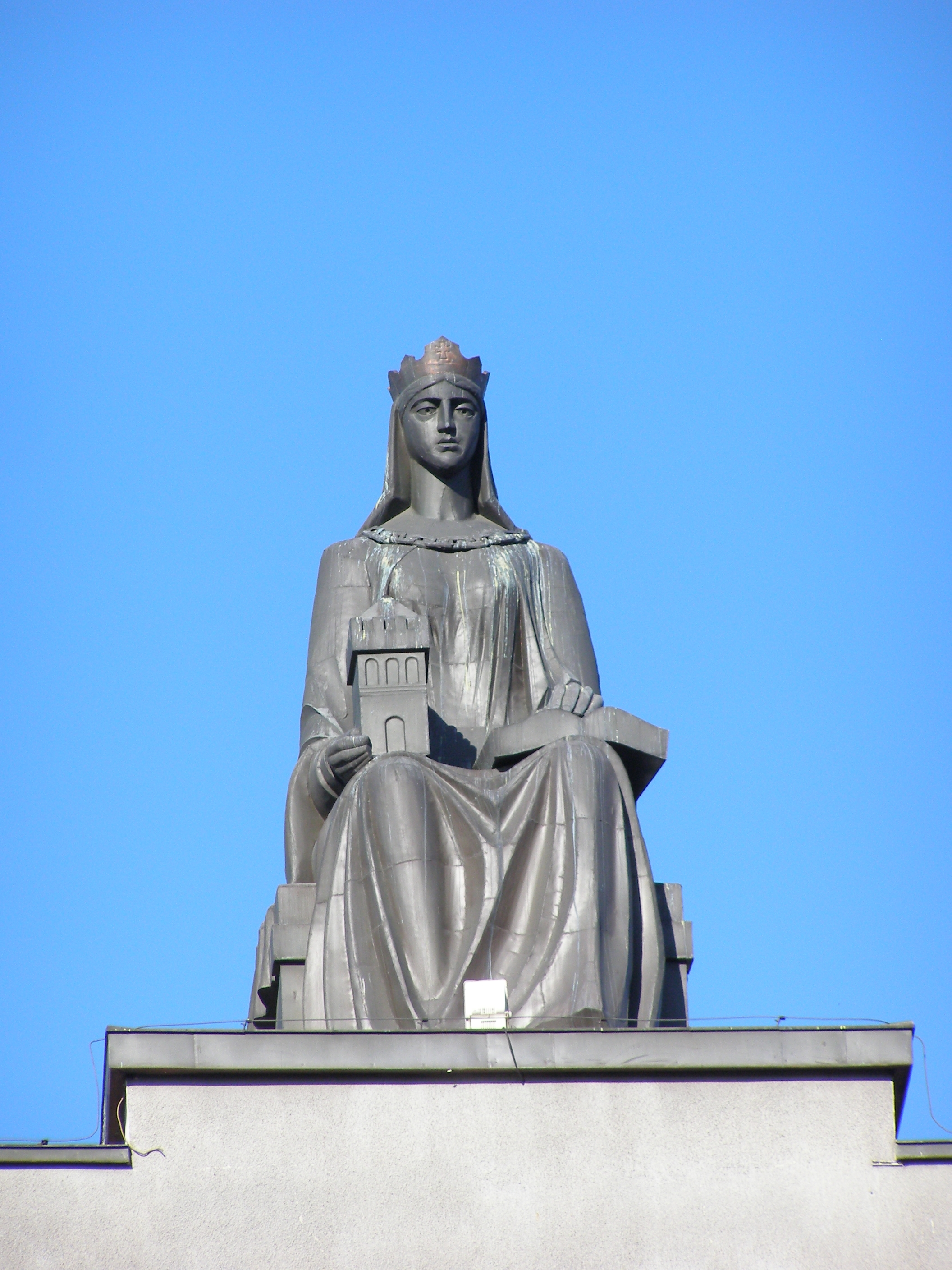
Figura św. Barbary – gmach AGH w Krakowie
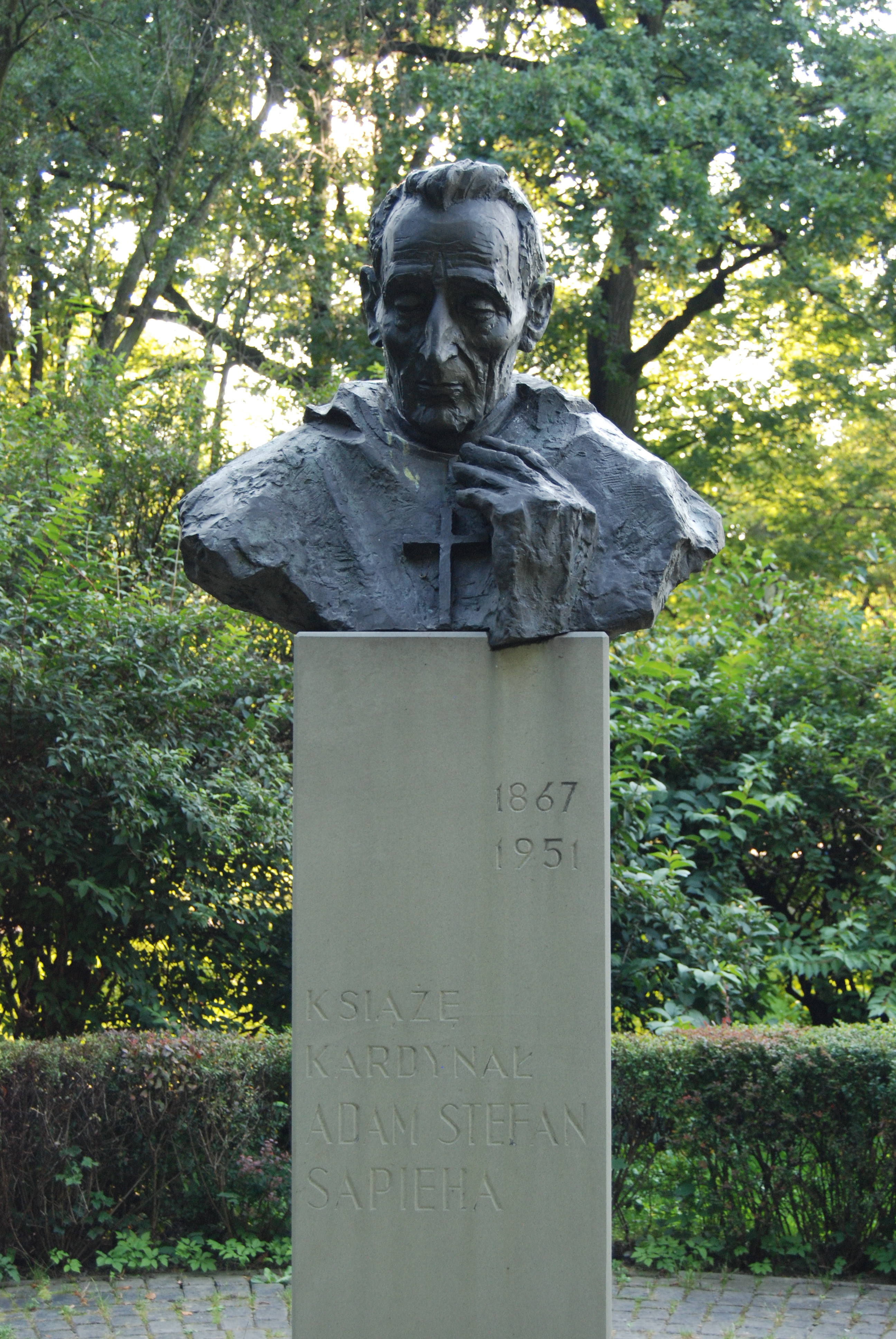
Popiersie kard. Adam Sapiehy – Park im. Henryka Jordana w Krakowie
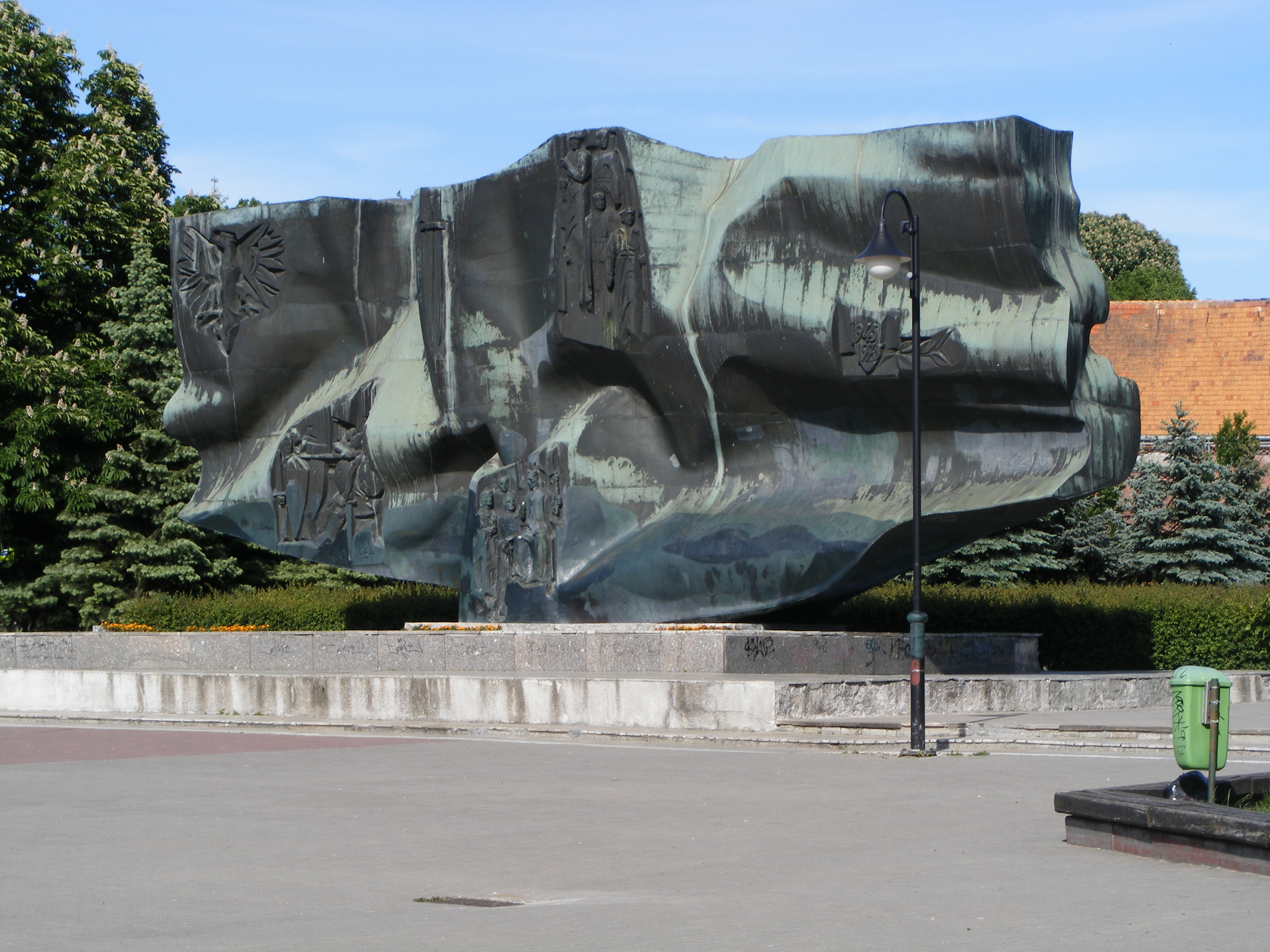
Pomnik Odrodzenia – Elbląg
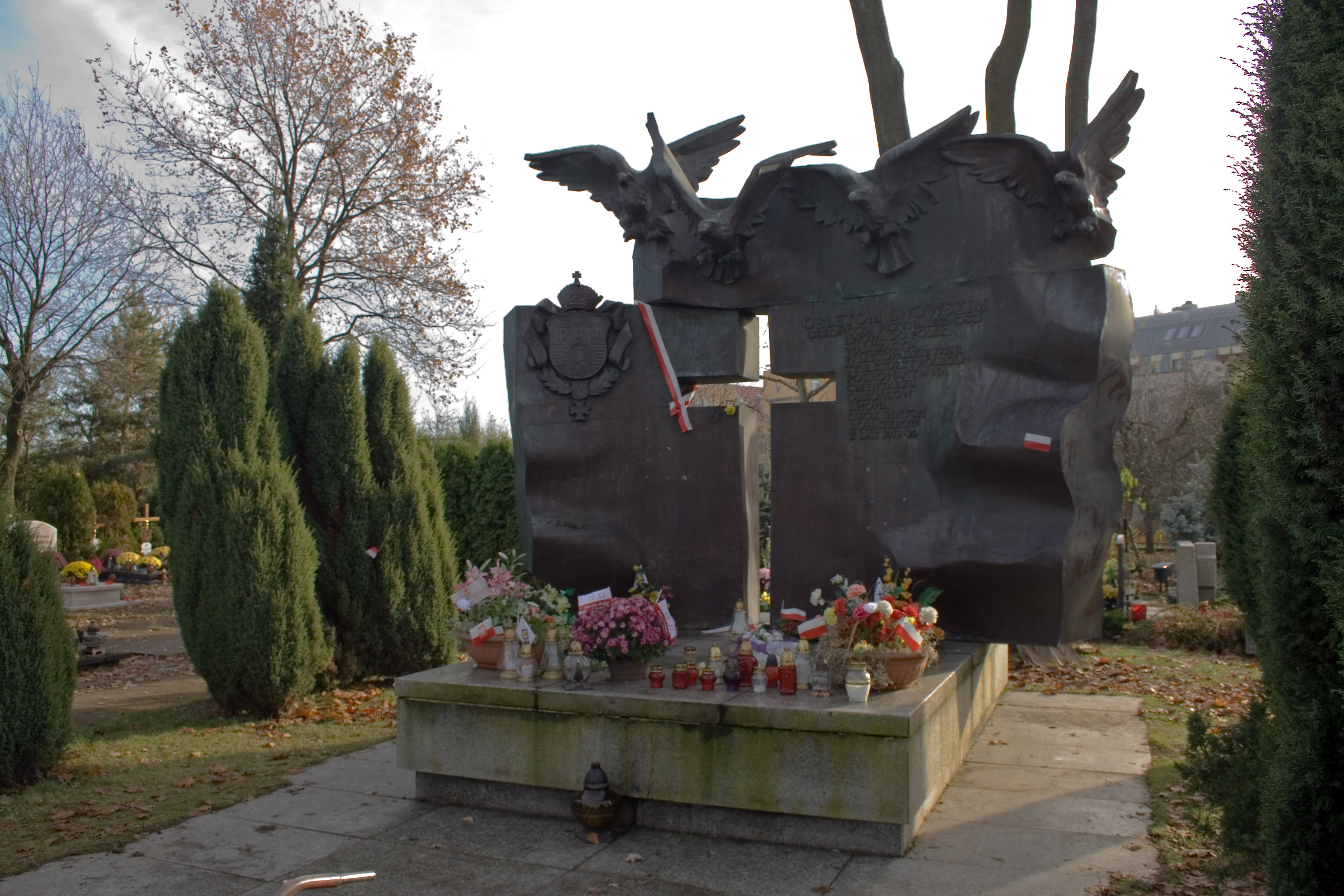
Pomnik Orląt Lwowskich – Wrocław
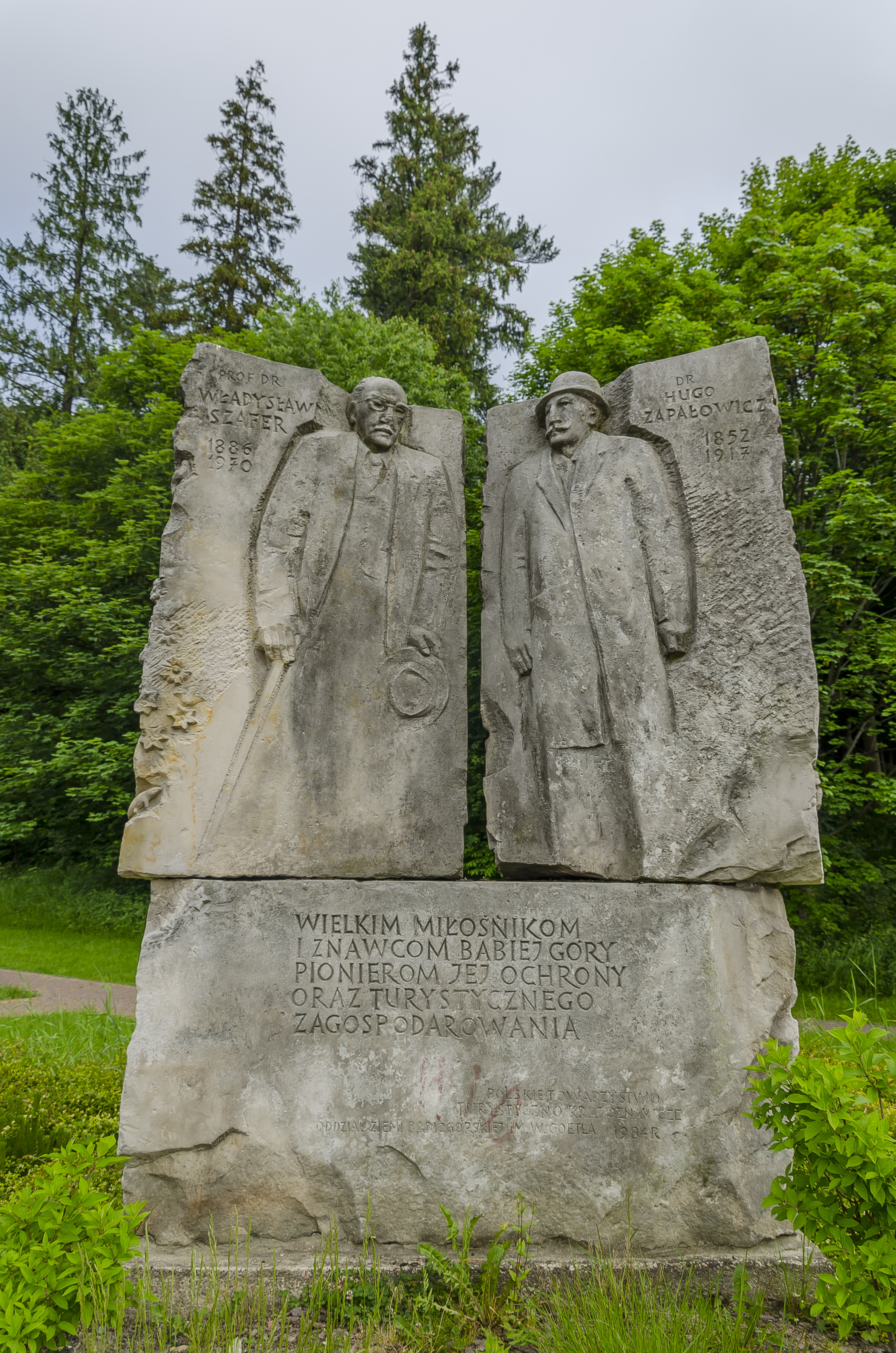
Pomnik Zapałowicza i Szafera – Zawoja